# Mala Subotica
Mala Subotica – wieś w Chorwacji, w żupanii medzimurskiej, w gminie Mala Subotica. W 2011 roku liczyła 1986 mieszkańców.